# Afrospasta borana
Afrospasta borana is een keversoort uit de familie van oliekevers (Meloidae). De wetenschappelijke naam van de soort is voor het eerst geldig gepubliceerd in 1995 door Bologna.